# Беспалов, Александр Антонович
Александр Антонович Беспалов — советский хозяйственный, государственный и политический деятель.

## Биография
Родился в 1913 году в рабочей семье в Санкт-Петербурге. Член КПСС с 1945 года.
С 1929 года — на хозяйственной, общественной и политической работе. В 1929—1976 гг. — ученик ФЗУ при Государственном оптико-механическом заводе, рабочий завода ЛОМО, участник Великой Отечественной войны, оптик-механик Ленинградского оптико-механического объединения имени В. И. Ленина, ударник коммунистического труда, лучший рационализатор Ленинграда, член президиума Ленинградского отделения Всесоюзного общества дружбы и связи с зарубежными странами.
Избирался депутатом Верховного Совета РСФСР 6-го созыва.
Умер в Ленинграде в 1983 году.